# Подлесиці-Другі
Подлесиці-Другі (пол. Podlesice Drugie) — село в Польщі, у гміні Вольбром Олькуського повіту Малопольського воєводства.
Населення — 144 особи (2011).
У 1975-1998 роках село належало до Катовицького воєводства.

## Демографія
Демографічна структура станом на 31 березня 2011 року:
|          | Загалом | Допрацездатний вік | Працездатний вік | Постпрацездатний вік |
| -------- | ------- | ------------------ | ---------------- | -------------------- |
| Чоловіки | 76      | 14                 | 49               | 13                   |
| Жінки    | 68      | 9                  | 35               | 24                   |
| Разом    | 144     | 23                 | 84               | 37                   |